# Іхтіозавр
Іхтіоза́вр (Ichthyosaurus, від грец. ἰχθύς, ichthys — «риба» та σαῦρος, sauros — «ящір») — рід іхтіозаврів, морських рептилій, з ранньої юри (геттанг—плінсбах) Європи (Бельгія, Англія, Німеччина та Португалія). У минулому до цього роду помилково відносили деякі зразки іхтіозаврів Protoichthyosaurus з Англії та Швейцарії. Це один з найвідоміших родів іхтіозаврів, оскільки він є типовим родом порядку Ichthyosauria.
Іхтіозавр був меншим, ніж більшість його родичів, а найбільший екземпляр I. somersetensis досягав 3—3,3 м завдовжки. Спосіб життя і середовище проживання позначилися на еволюції рептилії, в процесі якої їхнє тіло набуло форму, подібну до риб і дельфінів.

## Історія вивчення
Іхтіозавр був першою повною скам'янілістю, знайденою Мері Еннінг та її братом у Лайм-Реджис, Англія, на початку 19 століття. Голотип I. communis, без колекційного номера, був досить повним зразком, але, як повідомлялося Макгоуеном (McGowan, 1974) у його огляді латіпінових іхтіозаврів Англії, був втрачений. Назва «іхтіозавр» була вперше використана Чарльзом Кенігом у 1818 році, але тільки неформально.

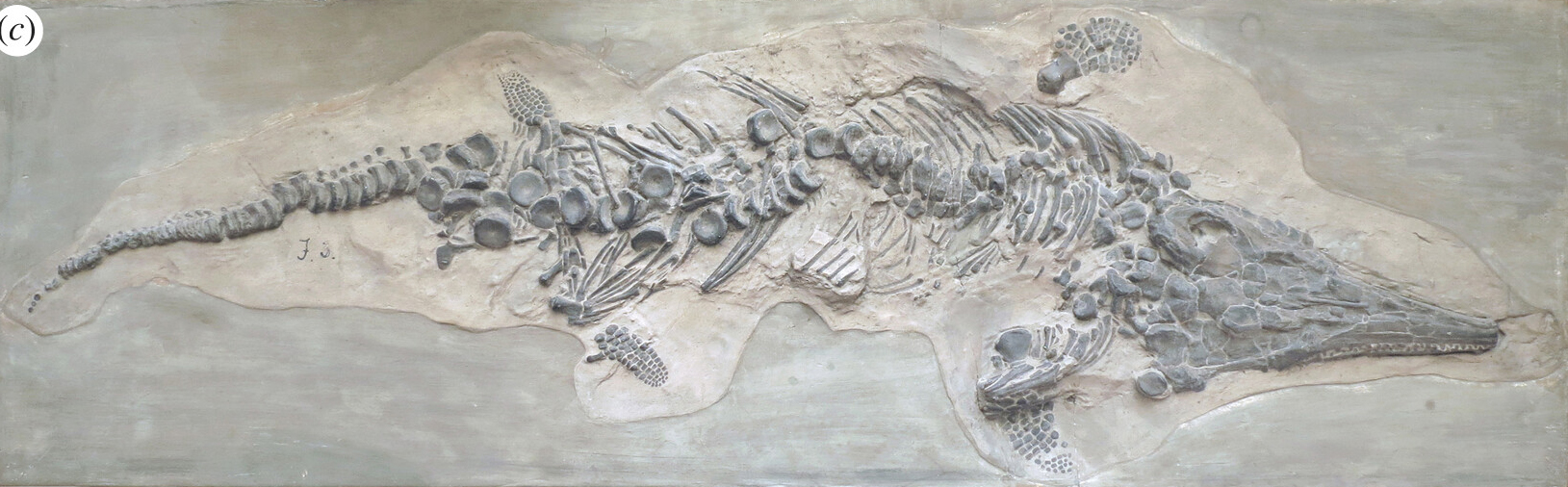
Зліпок першого відомого повного зразка іхтіозавра (спершу протеозавра), що був знищений у часи Другої світової війни

Найпершим описаним іхтіозавром був «протеозавр» Еверарда Гома, описаний у 1819 році. Нажаль, цей зразок був знищений під час Другої світової війни. Два зліпки зразка були віднайдені у 2022 році, підтвердивши, що зразок належав до іхтіозавра, але до невизначеного виду.
Генрі Де ла Беш і Вільям Конібейр у 1821 р. визнали таксономічний пріоритет іхтіозавра над протеозавром, і дали виду назву I. communis на основі BMNH 2149 (нині NHMUK PV R1158), частково втраченого зразка, який сьогодні відносять до темнодонтозавра, що був знайдений і зібраний у 1811—1812 рр..
Протягом 19 століття майже всіх викопних іхтіозаврів відносили до іхтіозавра, в результаті чого до 1900 року рід налічував понад 50 видів. Згодом ці види були перенесені в окремі роди або синонімізовані з іншими видами.

## Опис

Порівняння розмірів з людиною

Найбільший вид — I. somersetensis — має довжину 3—3,3 м. Інші види були набагато меншими: I. communis досягав до 2 метрів у довжину, I. larkini, ймовірно, до 2,5 метрів, I. breviceps до 1,9 метра, I. anningae до 1,8 метра та I. conybeari менше 1 метра 50 сантиметрів.
Всі відомі види ніколи не вибиралися на сушу, їх місцем існування були води морів і океанів. Особливості життя іхтіозаврів відбилися і на способі розмноження. Оскільки вибиратися на сушу для відкладання яєць вони не могли, для них було характерним живонародження. У процесі еволюції кінцівки іхтіозаврів адаптувалися для життя у воді. В іхтіозаврів, на відміну від дельфінів і китів, було вертикальне розташування лопатей хвоста. Хребетний стовп закінчувався в нижній лопаті хвоста, тим самим підтримуючи його. Іхтіозавр мав дуже великі круглі очі, що мають кістковий захист навколо кожного ока. Розміри очей у різних видів іхтіозаврів були різними, інколи доволі великими. Цей факт говорить про те що полював ящір вночі. При дослідженні останків іхтіозавра були виявлені сліди скупчення нервів і судин на кістках черепа, що вказує на те, що у нього були свого роду рецептори, схожі на бічну лінію у риб. Шкіра ящерів не мала луски, ймовірно була покрита слизом, для зменшення тертя води об тіло при русі на високих швидкостях. Існує думка, що деякі види були добре пристосовані для глибокого пірнання, подібно до сучасних китів. Яких-небудь свідчень про забарвлення шкіри іхтіозаврів не збереглося, але є припущення, що у них був чорний верх тіла і світлий низ були прекрасним камуфляжем, призначеним для полювання.